# Vertigo hebardi
Vertigo hebardi är en snäckart som beskrevs av Vanatta 1912. Vertigo hebardi ingår i släktet Vertigo och familjen puppsnäckor. IUCN kategoriserar arten globalt som nära hotad. Inga underarter finns listade i Catalogue of Life.